# Microgaster mikeno
Microgaster mikeno är en stekelart som beskrevs av De Saeger 1944. Microgaster mikeno ingår i släktet Microgaster och familjen bracksteklar. Inga underarter finns listade i Catalogue of Life.